# Kvarntjärnen (Fredrika socken, Lappland)
Kvarntjärnen är en sjö i Åsele kommun i Lappland och ingår i Gideälvens huvudavrinningsområde.